# 72. Primetime Emmy-gála
A 72. Primetime Emmy-gála során a 2019 és 2020 között főműsoridőben bemutatott, amerikai televíziós programokat értékelték. A jelölteket az Academy of Television Arts & Sciences választotta ki. A Los Angeles-i Microsoft Theaterbe tervezett ceremóniát a Covid19-pandémia miatt végül a Staples Centerben tartották meg, míg a győztesek az otthonukból bejelentkezve mondtak beszédet. A gálát az ABC tűzte műsorra 2020. szeptember 20-án. A műsor házigazdája Jimmy Kimmel volt. A jelöltek listáját Leslie Jones, Laverne Cox, Josh Gad és Tatiana Maslany jelentették be 2020. július 28-án.
A gálát 6.36 millióan követték figyelemmel.

## Győztesek és jelöltek
A nyertesek félkövérrel jelölve.

### Műsorok
| Legjobb vígjátéksorozat | Legjobb drámasorozat |
| --- | --- |
| - Schitt's Creek (Pop TV) - Félig üres (HBO) - Halott vagy (Netflix) - A Jó Hely (NBC) - Bizonytalan (HBO) - A Kominsky-módszer (Netflix) - A káprázatos Mrs. Maisel (Prime Video) - Hétköznapi vámpírok – A sorozat (FX) | - Utódlás (HBO) - Better Call Saul (AMC) - A Korona (Netflix) - A szolgálólány meséje (Hulu) - Megszállottak viadala (BBC America) - A Mandalóri (Disney+) - Ozark (Netflix) - Stranger Things (Netflix)        |
| Legjobb minisorozat | Legjobb varieté beszélgetős műsor |
| - Watchmen (HBO) - Kis tüzek mindenütt (Hulu) - Mrs. America (FX on Hulu) - Hihetetlen (Netflix) - A másik út (Netflix)                                                                                                   | - John Oliver-show az elmúlt hét híreiről (HBO) - The Daily Show with Trevor Noah (Comedy Central) - Full Frontal with Samantha Bee (TBS) - Jimmy Kimmel Live! (ABC) - The Late Show with Stephen Colbert (CBS) |
| Legjobb vetélkedő | |
| - RuPaul – Drag Queen leszek! (VH1) - The Masked Singer (Fox) - Ezt jól kisütöttük! (Netflix) - Szakácsok gyöngye (Bravo) - The Voice (NBC)                                                                               | |

### Színészek

#### Főszereplők
| Legjobb férfi főszereplő (vígjátéksorozat) | Legjobb női főszereplő (vígjátéksorozat) |
| --- | --- |
| - Eugene Levy – Schitt's Creek (Johnny Rose) (Pop TV) - Anthony Anderson – Feketék fehéren (Andre "Dre" Johnson Sr.) (ABC) - Don Cheadle – Fekete hétfő (Mo Monroe) (Showtime) - Ted Danson – A Jó Hely (Michael) (NBC) - Michael Douglas – A Kominsky-módszer (Sandy Kominsky) (Netflix) - Ramy Youssef – Ramy (Ramy (Hulu) | - Catherine O’Hara – Schitt's Creek (Moira Rose) (Pop TV) - Christina Applegate – Halott vagy (Jen Harding) (Netflix) - Rachel Brosnahan – A káprázatos Mrs. Maisel (Miriam "Midge" Maisel) (Prime Video) - Linda Cardellini – Halott vagy (Judy Hale) (Netflix) - Issa Rae – Bizonytalan (Issa) (HBO) - Tracee Ellis Ross – Feketék fehéren (Rainbow Johnson) (ABC) |
| Legjobb férfi főszereplő (drámasorozat) | Legjobb női főszereplő (drámasorozat) |
| - Jeremy Strong – Utódlás (Kendall Roy) (HBO) - Jason Bateman – Ozark (Martin "Marty" Byrde) (Netflix) - Sterling K. Brown – Rólunk szól (Randall Pearson) (NBC) - Steve Carell – The Morning Show (Mitch Kessler) (Apple TV+) - Brian Cox – Utódlás (Logan Roy) (HBO) - Billy Porter – Póz (Pray Tell) (FX)                 | - Zendaya – Eufória (Rue) (HBO) - Jennifer Aniston – The Morning Show (Alex Levy) (Apple TV+) - Olivia Colman – A Korona (II. Erzsébet) (Netflix) - Jodie Comer – Megszállottak viadala (Villanelle) (BBC America) - Laura Linney – Ozark (Wendy Byrde) (Netflix) - Sandra Oh – Megszállottak viadala (Eve Polastri) (BBC America)                                   |
| Legjobb férfi főszereplő (minisorozat, antológiasorozat vagy tévéfilm) | Legjobb női főszereplő (minisorozat, antológiasorozat vagy tévéfilm) |
| - Mark Ruffalo – Ez minden, amit tudok (Dominick Birdsey, Thomas Birdsey) (HBO) - Jeremy Irons – Watchmen (Adrian Veidt / Ozymandias) (HBO) - Hugh Jackman – Romlott oktatás (Frank Tassone) (HBO) - Paul Mescal – Normális emberek (Connell) (Hulu) - Jeremy Pope – Hollywood (Archie Coleman) (Netflix)                    | - Regina King – Watchmen (Angela Abar / Éjnővér) (HBO) - Cate Blanchett – Mrs. America (Phyllis Schlafly) (FX on Hulu) - Shira Haas – A másik út (Esther Shapiro) (Netflix) - Octavia Spencer – Madam C. J. Walker: Az önerejéből lett milliomos (Madam C. J. Walker) (Netflix) - Kerry Washington – Kis tüzek mindenütt (Mia Warren) (Hulu)                         |

#### Mellékszereplők
| Legjobb férfi mellékszereplő (vígjátéksorozat) | Legjobb női mellékszereplő (vígjátéksorozat) |
| --- | --- |
| - Dan Levy – Schitt's Creek (David Rose) (Pop TV) - Mahershala Ali – Ramy (Sheikh Malik) (Hulu) - Alan Arkin – A Kominsky-módszer (Norman Newlander) (Netflix) - Andre Braugher – Brooklyn 99 – Nemszázas körzet (Raymond Holt) (NBC) - Sterling K. Brown – A káprázatos Mrs. Maisel (Reggie) (Prime Video) - William Jackson Harper – A Jó Hely (Chidi Anagonye) (NBC) - Tony Shalhoub – A káprázatos Mrs. Maisel (Abe Weissman) (Prime Video) - Kenan Thompson – Saturday Night Live (További szereplők) (NBC) | - Annie Murphy – Schitt's Creek (Alexis Rose) (Pop TV) - Alex Borstein – A káprázatos Mrs. Maisel (Susie Myerson) (Prime Video) - D'Arcy Carden – A Jó Hely (Janet) (NBC) - Betty Gilpin – GLOW (Debbie Eagan) (Netflix) - Marin Hinkle – A káprázatos Mrs. Maisel (Rose Weissman) (Prime Video) - Kate McKinnon – Saturday Night Live (További szereplők) (NBC) - Yvonne Orji – Bizonytalan (Molly) (HBO) - Cecily Strong – Saturday Night Live (További szereplők) (NBC) |
| Legjobb férfi mellékszereplő (drámasorozat) | Legjobb női mellékszereplő (drámasorozat) |
| - Billy Crudup – The Morning Show (Cory Ellison) (Apple TV+) - Nicholas Braun – Utódlás (Greg Hirsch) (HBO) - Kieran Culkin – Utódlás (Roman Roy) (HBO) - Mark Duplass – The Morning Show (Charles "Chip" Black) (Apple TV+) - Giancarlo Esposito – Better Call Saul (Gus Fring) (AMC) - Matthew Macfadyen – Utódlás (Tom Wambsgans) (HBO) - Bradley Whitford – A szolgálólány meséje (Joseph Lawrence) (Hulu) - Jeffrey Wright – Westworld (Bernard) (HBO)                                                      | - Julia Garner – Ozark (Ruth Langmore) (Netflix) - Helena Bonham Carter – A Korona (Margit hercegnő) (Netflix) - Laura Dern – Hatalmas kis hazugságok (Renata Klein) (HBO) - Thandie Newton – Westworld (Maeve) (HBO) - Fiona Shaw – Megszállottak viadala (Carolyn Martens) (BBC America) - Sarah Snook – Utódlás (Shiv Roy) (HBO) - Meryl Streep – Hatalmas kis hazugságok (Mary Louise Wright) (HBO) - Samira Wiley – A szolgálólány meséje (Moira) (Hulu)              |
| Legjobb férfi mellékszereplő (minisorozat, antológiasorozat vagy tévéfilm) | Legjobb női mellékszereplő (minisorozat, antológiasorozat vagy tévéfilm) |
| - Yahya Abdul-Mateen II – Watchmen (Cal Abar / Dr. Manhattan) (HBO) - Jovan Adepo – Watchmen (Will Reeves / Hooded Justice) (HBO) - Tituss Burgess – Kimmy kontra a tiszteletes (Titus Andromedon) (Netflix) - Louis Gossett Jr. – Watchmen (William Reeves) (HBO) - Dylan McDermott – Hollywood (Ernie) (Netflix) - Jim Parsons – Hollywood (Henry Willson) (Netflix) | - Uzo Aduba – Mrs. America (Shirley Chisholm) (FX on Hulu) - Toni Collette – Hihetetlen (Grace Rasmussen) (Netflix) - Margo Martindale – Mrs. America (Bella Abzug (FX on Hulu) - Jean Smart – Watchmen (Laurie Blake) (HBO) - Holland Taylor – Hollywood (Miss Kincaid) (Netflix) - Tracey Ullman – Mrs. America (Betty Friedan) (FX on Hulu) |

### Rendezők
| Legjobb rendező (vígjátéksorozat) | Legjobb rendező (drámasorozat) |
| --- | --- |
| - Schitt's Creek (Epizód: "Happy Ending") – Andrew Cividino, Dan Levy (Pop TV) - Nagy Katalin – A kezdetek (Epizód: "A kezdetek") – Matt Shakman (Hulu) - A káprázatos Mrs. Maisel (Epizód: "It's Comedy or Cabbage") – Amy Sherman-Palladino (Prime Video) - A káprázatos Mrs. Maisel (Epizód: "Marvelous Radio") – Daniel Palladino (Prime Video) - Modern család (Epizód: "Slussz-passz vége 2. rész") – Gail Mancuso (ABC) - Ramy (Epizód: "Miakhalifa.mov") – Ramy Youssef (Hulu) - Will és Grace (Epizód: "We Love Lucy") – James Burrows (NBC) | - Utódlás (Epizód: "Hunting") – Andrij Parekh (HBO) - A Korona (Epizód: "Aberfan") – Benjamin Caron (Netflix) - A Korona (Epizód: "Királyi segélykiáltás") – Jessica Hobbs (Netflix) - Homeland – A belső ellenség (Epizód: "Hadifoglyok") – Lesli Linka Glatter (Showtime) - The Morning Show (Epizód: "Az interjú") – Mimi Leder (Apple TV+) - Ozark (Epizód: "Nosztalgikus pillanatok") – Alik Sakharov (Netflix) - Ozark (Epizód: "Su Casa Es Mi Casa") – Ben Semanoff (Netflix) - Utódlás (Epizód: "This Is Not for Tears") – Mark Mylod (HBO) |
| Legjobb rendező (minisorozat, antológiasorozat vagy tévéfilm) | |
| - A másik út – Maria Schrader (Netflix) - Kis tüzek mindenütt (Epizód: "Find a Way" )– Lynn Shelton (Hulu) (posztumusz) - Normális emberek (Epizód: "5. rész") – Lenny Abrahamson (Hulu) - Watchmen (Epizód: "It's Summer, We're Running Out of Ice") – Nicole Kassell (HBO) - Watchmen (Epizód: "Little Fear of Lightning") – Steph Green (HBO) - Watchmen (Epizód: "This Extraordinary Being") – Stephen Williams (HBO) | |

### Forgatókönyvírók
| Legjobb forgatókönyv (vígjátéksorozat) | Legjobb forgatókönyv (drámasorozat) |
| --- | --- |
| - Schitt's Creek (Epizód: "Happy Ending") – Dan Levy (Pop TV) - A Jó Hely (Epizód: "Whenever You're Ready") – Michael Schur (NBC) - Nagy Katalin – A kezdetek (Epizód: "A kezdetek") – Tony McNamara (Hulu) - Schitt's Creek (Epizód: "The Presidential Suite") – David West Read (Pop TV) - Hétköznapi vámpírok – A sorozat (Epizód: "Collaboration") – Sam Johnson, Chris Marcil (FX) - Hétköznapi vámpírok – A sorozat (Epizód: "Ghosts") – Paul Simms (FX) - Hétköznapi vámpírok – A sorozat (Epizód: "On the Run") – Stefani Robinson (FX) | - Utódlás (Epizód: "This Is Not for Tears") – Jesse Armstrong (HBO) - Better Call Saul (Epizód: "A rossz döntések útja") – Thomas Schnauz (AMC) - Better Call Saul (Epizód: "A futár") – Gordon Smith (AMC) - A Korona (Epizód: "Aberfan") – Peter Morgan (Netflix) - Ozark (Epizód: "Mindent egy lapra") – Chris Mundy (Netflix) - Ozark (Epizód: "A főnökök csatája") – John Shiban (Netflix) - Ozark (Epizód: "Nosztalgikus pillanatok") – Miki Johnson (Netflix) |
| Legjobb forgatókönyv (minisorozat vagy tévéfilm) | |
| - Watchmen (Epizód: "This Extraordinary Being") – Damon Lindelof, Cord Jefferson (HBO) - Mrs. America (Epizód: "Shirley") – Tanya Barfield (FX on Hulu) - Normális emberek (Epizód: "3. rész"( – Sally Rooney, Alice Birch (Hulu) - Hihetetlen (Epizód: "1. rész") – Susannah Grant, Michael Chabon, Ayelet Waldman (Netflix) - A másik út (Epizód: "1. rész") – Anna Winger (Netflix) | |

## Műsorvezetők
A gálán az alábbi műsorvezetők működtek közre:
- Jennifer Aniston
- Jimmy Kimmel
- Tracee Ellis Ross
- Anthony Carrigan
- Cindy Marcelin
- Tim Loyd
- Zooey Deschanel
- Morgan Freeman
- Ilana Glazer
- Abbi Jacobson
- Elton John
- Lin-Manuel Miranda
- Shaquille O’Neal
- Jason Sudeikis
- Gabrielle Union
- J. J. Watt
- Count von Count
- Davi Letterman
- Jimmy Kimmel
- D-Nice
- Randall Park
- Caroline Nelson
- Jacinda Duran
- Anthony Anderson
- Chris Rock
- Oprah Winfrey
- Laverne Cox
- Karen Tsai, Kevin Tsai
- Katie Duke
- Sterling K. Brown

## In Memoriam
A gála "in memoriam" szegmense az alábbi elhunyt személyekről emlékezett meg:
- Regis Philbin
- Naya Rivera
- Adam Schlesinger
- Caroll Spinney
- Herb Granath
- Dorothy "D.C." Fontana
- James Lipton
- Jim Lehrer
- Shirley Knight
- Robert Conrad
- Silvio Horta
- Robert Forster
- Thomas L. Miller
- Lee Mendelson
- Rick Ludwin
- Fred Willard
- Jas Waters
- Brian Dennehy
- Leonard Goldberg
- David Bellisario
- René Auberjonois
- Rip Taylor
- Mary Rose
- Ken Osmond
- Hugh Downs
- Lynn Shelton
- Wilford Brimley
- Jerry Stiller
- Ian Holm
- Kellye Nakahara
- Gene Reynolds
- Buck Henry
- Lyle Waggoner
- Bill Macy
- John Witherspoon
- Phyllis George
- Nanci Ryder
- Diana Rigg
- Gil Schwartz
- Diahann Carroll
- Sumner Redstone
- Max von Sydow
- Fred Silverman
- Carl Reiner
- Ja'Net DuBois
- Kirk Douglas
- Chadwick Boseman

## Fordítás
- Ez a szócikk részben vagy egészben  a(z)   72nd Primetime Emmy Awards című angol Wikipédia-szócikk fordításán alapul.  Az eredeti cikk szerkesztőit annak laptörténete sorolja fel. Ez a jelzés csupán a megfogalmazás eredetét és a szerzői jogokat jelzi, nem szolgál a cikkben szereplő információk forrásmegjelöléseként.